# زراعة بينية
التحميل أو الزراعة البينية في الزراعة هو زراعة محصولين أو أكثر في حقل واحد وبشكل متداخل، حيث يحمل مثلاً البصل على القطن ونبات السمسم على الفول السوداني. يستعمل التحميل في حالة زراعة الأشجار المثمرة للاستفادة من المساحات الفارغة بين الأشجار، على الأقل في المراحل الأولى من حياة الأشجار. في كثير من الحالات، تستعمل محاصيل الفصيلة البقولية للتحميل، وخاصة كمحاصيل أعلاف بين الأشجار.

## فوائد التحميل
للتحميل فوائد نذكر منها:
- الاقتصاد في الأرض وتبدو أهمية ذلك في المناطق مرتفعة الثمن.
- الاقتصاد في العمليات الزراعية حيث تجهز الأرض مرة واحدة للمحاصيل المحملة بدلاً من تجهيزها لكل محصول على حدة.
- استخدام العناصر الغذائية بالأرض وتكون الزيادة في العناصر المستخدمة لمحصول ما معدة لأن يستخدمها المحصول الآخر.
- الزيادة في الربح.

## سلبيات التحميل
يؤخذ على التحميل الزراعي:
- زيادة استخدام الأسمدة والماء.
- صعوبة في مقاومة الآفات النباتية والحشرية.[1]

## معرض صور

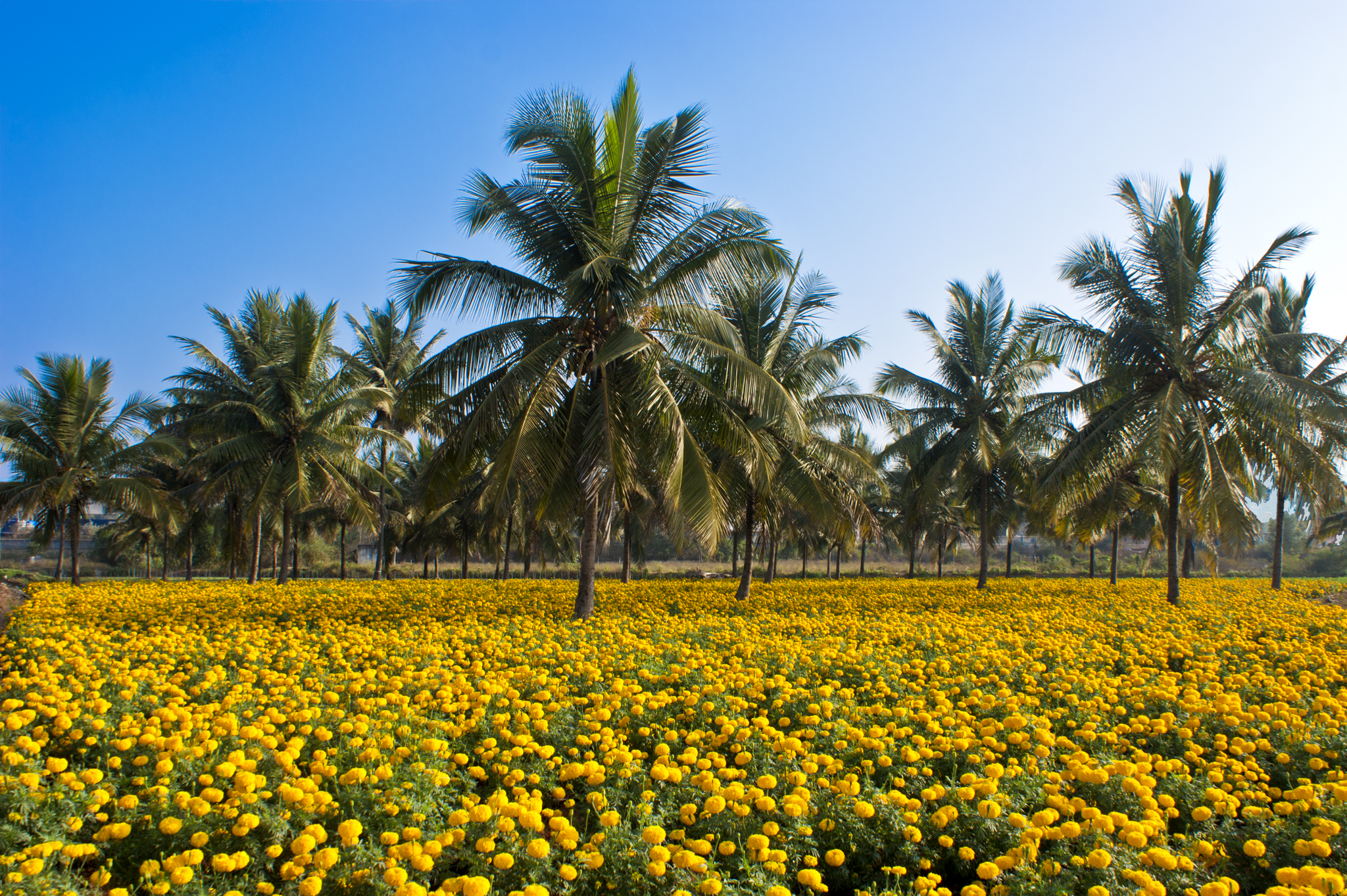
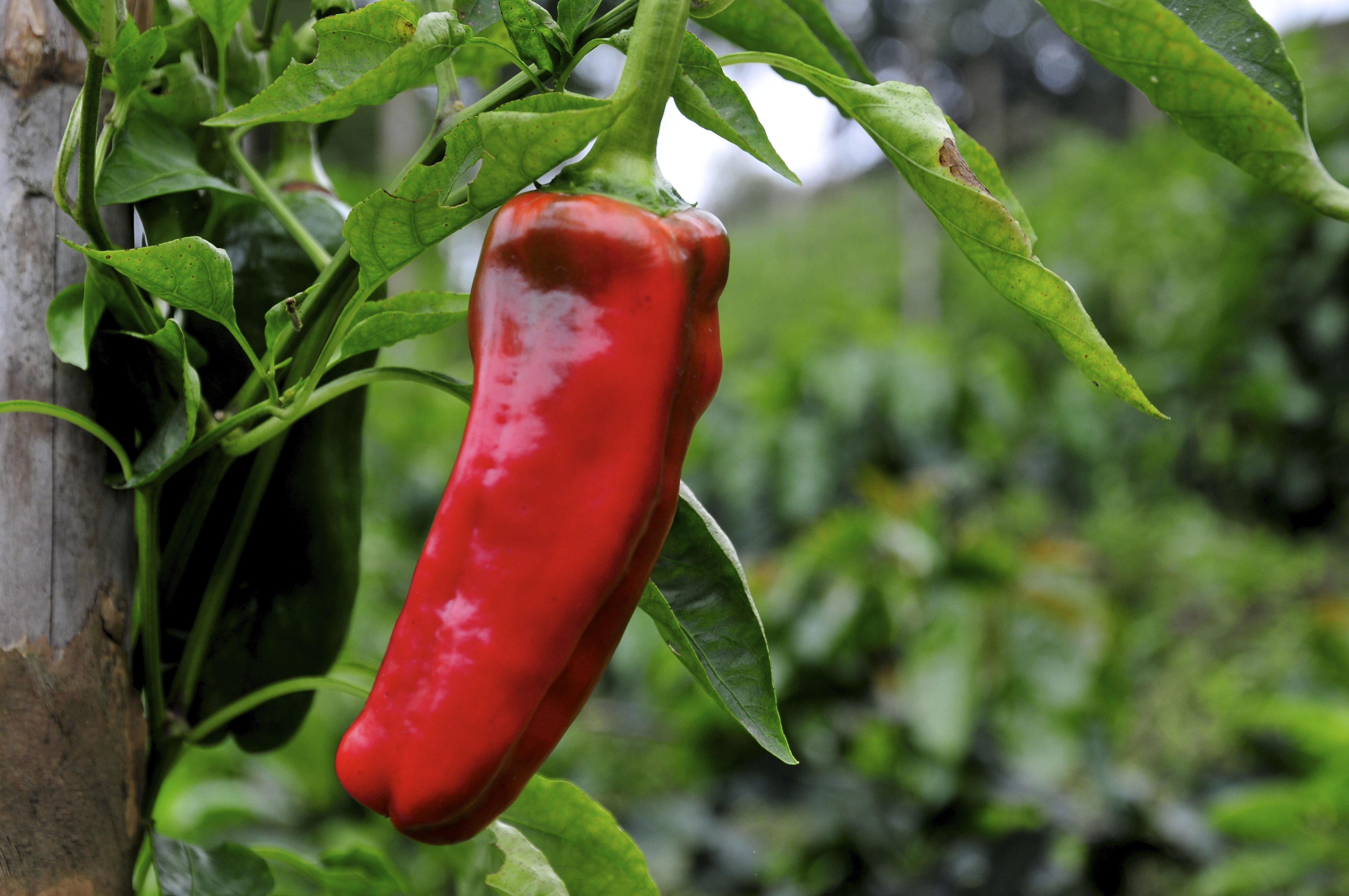
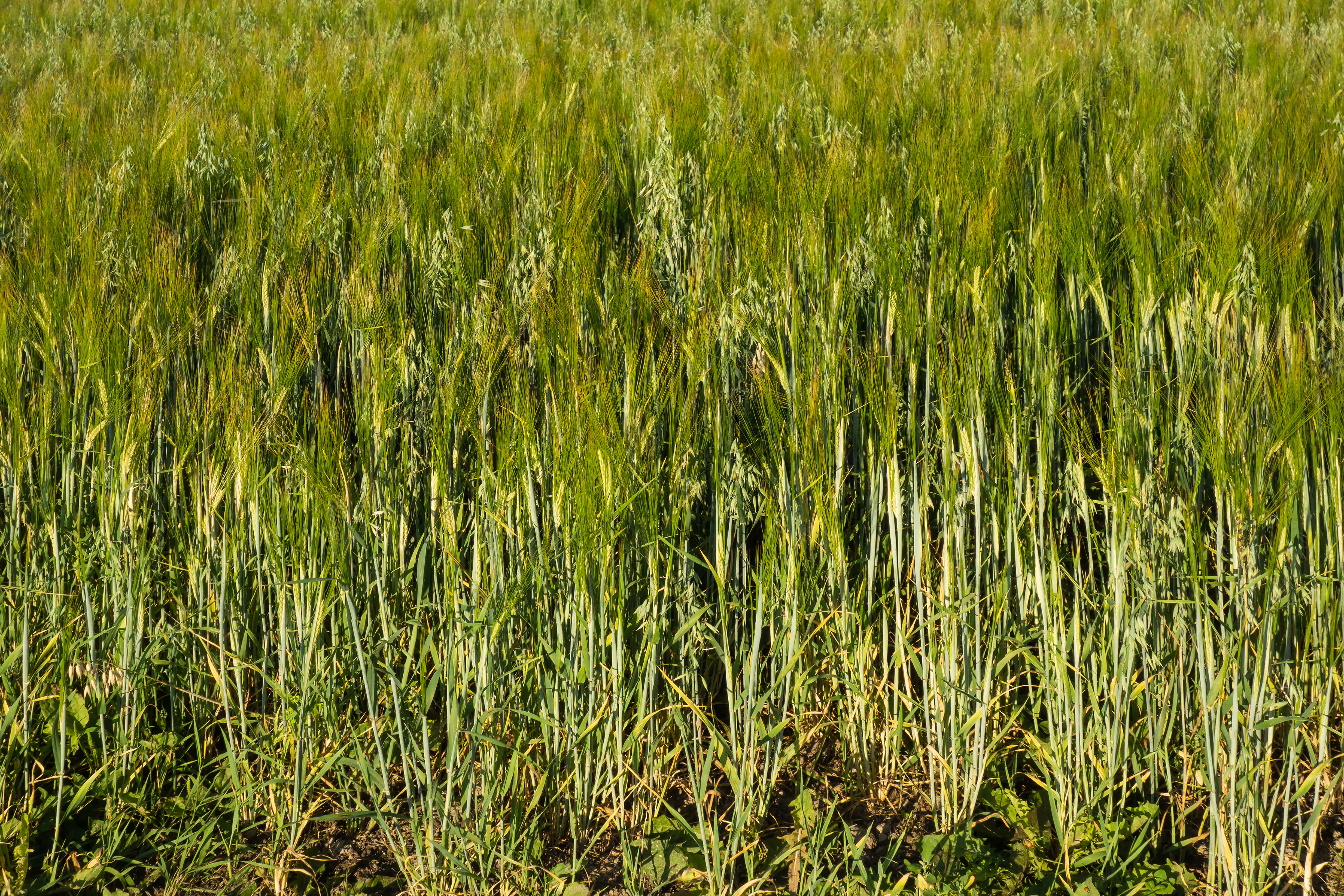